# Gilgit-Baltistan
Gilgit-Baltistan (urdu: گِلگِت بَلتِسْتان, balti: རྒྱལ་ སྐྱིད་ སྦལྟི་ ཡུལ), ranije poznato kao Sjeverna područja, regija je kojom Pakistan upravlja kao administrativnim teritorijem i čini sjeverni dio veće regije Kašmir koji je bio predmet spora između Indije i Pakistana od 1947. godine, a između Indije i Kine nešto kasnije. 
To je najsjeverniji teritorij, kojim upravlja Pakistan. Graniči s Azad Kašmirom na jugu, pokrajinom Hajber Pahtunva na na zapadu, afganistanskim koridorom Wahan na sjeveru, kineskom regijom Xinjiang na istoku i sjeveroistoku, te indijskim teritorijima Jammu i Kašmir i Ladakh prema jugoistoku.
Gilgit-Baltistan dio je šire regije Kašmir, koja je predmet dugotrajnog sukoba između Pakistana i Indije. Teritorij dijeli granicu s Azad Kašmirom, zajedno s kojim ga Ujedinjeni narodi i druge međunarodne organizacije nazivaju "Kašmirom pod upravom Pakistana".  Gilgit-Baltistan je šest puta veći od Azad Kašmira. Teritorij također graniči s indijskim teritorijima Jammu i Kašmir i Ladakh, a od njega je odvojen Linijom kontrole, de facto granicom između Indije i Pakistana.